# أوردة سمعية غائرة
يرافق وريد دهليز الأذن والقناة الهلالية الشريان، ويتلقى أوردة القوقعة ويتوحد معها لتشكيل «الأوردة السمعية الغائرة» (أو عروق الدهليز) والتي تنتهي في الجزء الخلفي للجيب الصخري العلوي أو في الجيوب الأنفية المستعرضة.